# Brachyrhopala brunnea
Brachyrhopala brunnea är en tvåvingeart som beskrevs av Clements 2000. Brachyrhopala brunnea ingår i släktet Brachyrhopala och familjen rovflugor. Inga underarter finns listade i Catalogue of Life.